# Улица Воинов-Интернационалистов (Апатиты)
Улица Воинов-Интернационалистов — улица города Апатиты. Назван в честь воинов-интернационалистов, погибших на полях сражений в Афганистане.

## История
В 1988 году на восточной окраине города Апатиты появилась задумка застройки нового микрорайона, а именно Проспекта Сидоренко. В этом же году был готов план и началась застройка.
В октябре 1990 года, в связи с окончанием Афганской войны и полным выводом войск из Афганистана, путём отделения от проспекта Сидоренко четырёх пятиэтажных и одного семиэтажного жилых зданий, в Апатитах появилась улица Воинов-интернационалистов.

"Вновь образованной улице присвоить имя Воинов-Интернационалистов.
Производственному предприятию жилищно-коммунального хозяйства установить на доме №1 по этой улице мемориальную доску, посвященную воинам-интернационалистам, погибшим на полях сражения в Афганистане".

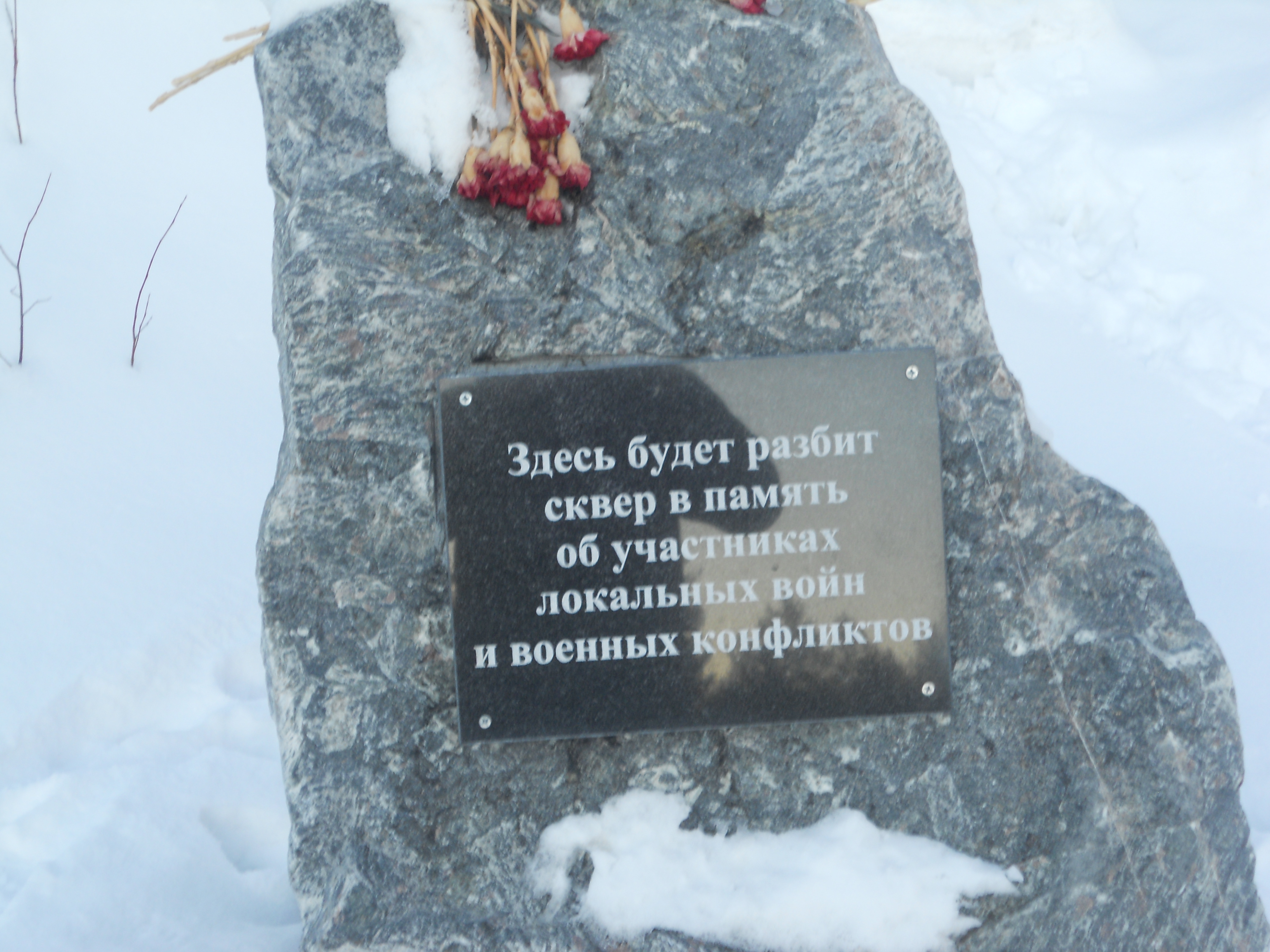
Закладной камень сквера Воинов-Интернационалистов

## Достопримечательности
- Мемориальная доска на одном из зданий улицы с именами военнослужащих апатитчан погибшие на афганской земле (по сведениям военного комиссариата города Апатиты):

Бронников Вячеслав Иннокентьевич, рядовой (1961—1982)
Куценко Александр Николаевич, рядовой (1966—1984)
Иванов Сергей Николаевич, гвардии рядовой (1968—1988)
Додолин В. Н., капитан
- В 50-летний юбилей города Апатиты между домами № 2 и 6 будет открыт сквер «Воинов-Интернационалистов». В 2013 году был заложен закладной камень.

## Расположение
Улица расположен на восточной окраине города в 7-м микрорайоне, проходит с юга на север.
Начинается от проспекта Сидоренко. Далее идёт вверх вдоль природоохраняемой территории «Любкино болото». Заканчивается, переходя в улицу Ленина, около Храма Новомучеников и Исповедников Российских.

## Пересекает улицы
- ул. Ленина
- просп. Сидоренко

## Здания
- № 6 — Магазин "Лабиринт"

## Транспорт
В начале улицы есть остановка носящая имя улицы. Ходят маршруты автобусов 6, 9, 9э, 12, 102, 128, 130, 135 и маршрутка 102.